# Delia Vaccarello
Delia Vaccarello (Palermo, 7 ottobre 1960 – Palermo, 27 settembre 2019) è stata una giornalista, scrittrice e attivista italiana.
Fu un'attivista italiana per i diritti LGBT; giornalista di professione, tenne docenze in tale disciplina a Bologna e Urbino e curò rubriche sulla stampa periodica nazionale legate a tematiche antidiscriminatorie. Lesbica dichiarata, nel 2005 collaborò a un progetto del comune di Venezia contro l'omofobia e per l'educazione alla cittadinanza. Curò per Mondadori un'antologia in più volumi sull'amore tra donne, Principesse azzurre.

## Biografia
Nata a Palermo, Delia Vaccarello si laureò alla Sapienza di Roma in filosofia con una tesi in antropologia culturale; fin dal 1990 collaborò al quotidiano l'Unità, nel primo periodo come dipendente e, dopo la riapertura del giornale che fece seguito alla sua crisi economica, da libera professionista. Per l'Unità curò la pagina Uno, due, tre… liberi tutti; collaborò inoltre con il settimanale Il Salvagente per il quale curava la rubrica Il Salvagiovani, dal 2010, con Il Fatto Quotidiano e, dal maggio del 2013, con l'Huffington Post.
Svolse seminari presso le scuole di giornalismo di Bologna e Urbino, per i quali coniò un corso di studi inedito dal titolo Media e pregiudizi, questi ultimi riferiti in particolare all'orientamento sessuale. Nel 2006, dalle colonne dell'Unità, citò a latere della discussione parlamentare sui PACS la richiesta di estensione alla sua compagna dei benefici derivanti dall'adesione alla Cassa autonoma di assistenza integrativa dei giornalisti italiani, benefici già all'epoca garantiti ai conviventi eterosessuali non sposati degli aventi diritto.
Dal 29 agosto all'8 settembre 2007 fece parte della giuria del primo Premio Queer Lion al 64º festival di Venezia. Nel 2008, per il suo articolo Vivere da gay morire da etero, ricevette per la seconda volta - la prima era stata nel 2004 con l'articolo I militari gay sfidano l'esercito dei pregiudizi - il Journalist Award indetto dalla Commissione europea e collegato alla campagna For Diversity Against Discrimination.
Prese parte, come conduttrice, animatrice od ospite, a manifestazioni nazionali a sostegno delle rivendicazioni delle persone LGBTQ; tra le più importanti si citano ad esempio Sveglia, è l'ora dei diritti, tenutasi in piazza Farnese a Roma il 10 marzo 2007 e il Gay Pride, ancora a Roma, del luglio 2010. A partire dal 2003 curò per Oscar Mondadori la collana di antologie Principesse azzurre: racconti d'amore e di vita di donne tra donne - nella quale comparve anche come autrice - giunta nel 2009 alla settima uscita.
Nel 2008 pubblicò il romanzo Quando si ama si deve partire, edito da Mondadori. Nel 2010 uscì Evviva la neve (ancora Mondadori), che tratta del percorso prima, durante e dopo l'intervento di cambio di sesso, raccontato dalle stesse persone che lo hanno intrapreso. Nel 2019 scrisse Desiderio, la sua ultima opera, per Villaggio Maori Edizioni. 
Malata di tumore dal 2011, morì il 27 settembre 2019, pochi giorni prima del suo 59º compleanno.

## Pubblicazioni

### Autrice
- Delia Vaccarello, Gli svergognati: vite di gay, lesbiche, trans… storie di tutti, Milano, La Tartaruga, 2003, ISBN 88-7738-369-0.
- Delia Vaccarello, L'amore secondo noi: ragazzi e ragazze alla ricerca dell'identità, Milano, Mondadori, 2005, ISBN 88-04-54404-X.
- Delia Vaccarello, Sciò!: giovani, bugie, identità, Milano, Mondadori, 2007, ISBN 88-04-56835-6.
- Delia Vaccarello, Quando si ama si deve partire, Milano, Mondadori, 2008, ISBN 88-04-57801-7.
- Delia Vaccarello, Evviva la neve, Milano, Mondadori, 2010, ISBN 88-04-60234-1.
- Delia Vaccarello, Desiderio, Catania, Villaggio Maori, 2019, ISBN 9788894898460.

### Curatrice
- Delia Vaccarello e Mavì Zongoli (a cura di), Il bambino colorato. Incontro internazionale, Castiglioncello 21-22-23 aprile 1989. Comune di Rosignano Marittimo, Coordinamento Genitori Democratici, Napoli, Tecnodid, 1991.
- Delia Vaccarello e Mavì Zongoli (a cura di), Il bambino bruciato. Incontro internazionale. Castiglioncello, 11-12-13 maggio 1990, Comune di Rosignano Marittimo, Coordinamento Genitori Democratici, Firenze, La Nuova Italia, 1991, ISBN 88-221-0982-1.
- Delia Vaccarello (a cura di), Principesse azzurre: racconti d'amore e di vita di donne tra donne, Milano, Mondadori, 2003, ISBN 88-04-51654-2.
- Delia Vaccarello (a cura di), Principesse azzurre 2: racconti d'amore e di vita di donne tra donne, Milano, Mondadori, 2004, ISBN 88-04-52903-2.
- Delia Vaccarello (a cura di), Principesse azzurre 3: racconti d'amore e di vita di donne tra donne, Milano, Mondadori, 2005, ISBN 88-04-54728-6.
- Delia Vaccarello (a cura di), Principesse azzurre crescono: racconti d'amore e di vita di donne tra donne, Milano, Mondadori, 2006, ISBN 88-04-55575-0.
- Delia Vaccarello (a cura di), Principesse azzurre da guardare: racconti d'amore e di vita di donne tra donne, Milano, Mondadori, 2007, ISBN 88-04-56895-X.
- Delia Vaccarello (a cura di), Eros up, principesse azzurre in amore: racconti d'amore e di vita di donne tra donne, Milano, Mondadori, 2008, ISBN 88-04-57776-2.
- Delia Vaccarello (a cura di), Pressoché amanti: racconti d'amore e di vita di donne tra donne, Milano, Mondadori, 2009, ISBN 88-04-59262-1.